# Wojaszówka (gmina)
Wojaszówka (1934-39 gmina Odrzykoń; 1939-54 i 1973–76 gmina Bratkówka) – gmina wiejska w województwie podkarpackim, w powiecie krośnieńskim. W latach 1975–1998 gmina położona była w województwie krośnieńskim.
Siedziba gminy to Wojaszówka.
Według danych z 30 czerwca 2004 gminę zamieszkiwało 9040 osób.

## Środowisko geograficzne
Gmina Wojaszówka położona jest na terenie Dołów Jasielsko-Sanockich, Pogórza Dynowskiego oraz najdalej na południe wysuniętej części Pogórza Strzyżowskiego, do której należą Wzgórza nad Warzycami.

W Wojaszówce występują nazwy geograficzne związane z Izraelem. Przez Wojaszówkę przepływa potok o nazwie Jordan, który wpada do potoku Nieplanka, a Nieplanka wpada do Wisłoka. 
Przez Wojaszówkę przebiega linia kolejowa z Jasła do Rzeszowa.
Koło przystanku kolejowego znajduje się przysiółek o nazwie Jerozolima.

## Struktura powierzchni
Według danych z roku 2002 gmina Wojaszówka ma obszar 83,4 km², w tym:
- użytki rolne: 67%
- użytki leśne: 25%

Gmina stanowi 9,03% powierzchni powiatu.

## Demografia
Dane z 31.12.2017 roku
| Opis                              | Ogółem | Ogółem | Kobiety | Kobiety | Mężczyźni | Mężczyźni |
| --------------------------------- | ------ | ------ | ------- | ------- | --------- | --------- |
| jednostka                         | osób   | %      | osób    | %       | osób      | %         |
| populacja                         | 9 325  | 100    | 4 746   | 50,9    | 4 579     | 49,1      |
| gęstość zaludnienia (mieszk./km²) | 111    | 111    | 56      | 56      | 55        | 55        |

Według danych z roku 2005 średni dochód na mieszkańca wynosił 1633.43 zł
- Piramida wieku mieszkańców gminy Wojaszówka w 2014 roku[1]

## Sołectwa
Bajdy, Bratkówka, Łączki Jagiellońskie, Łęki Strzyżowskie, Odrzykoń, Pietrusza Wola, Przybówka, Rzepnik, Ustrobna, Wojaszówka, Wojkówka

## Turystyka

### Szlaki turystyki pieszej
– Zamek Kamieniec - Dębica przebiega północną granicą gminy przez Kulminację Królewskiej Góry, Rzepnik oraz Pasmo Jazowej, od Zamku Kamieniec do Rzepnika 2:45 h (↓ 2:45 h), z Rzepnika na Czarnówkę 2h (↓ 2:00 h)

### Punkty widokowe
Na terenie gminy znajduje się kilka punktów widokowych, mogących stanowić miejsca atrakcyjne turystycznie. Należy zwrócić uwagę na fakt, iż samo położenie gminy charakteryzuje się dużymi walorami widokowymi w większości odsłoniętych miejsc.
Do najważniejszych punktów widokowych położonych na obszarze gminy należą:
- Kiczary 438 m n.p.m.https://wojaszowka.bip.gov.pl/solectwa/solectwa.html
- Wzgórze 292 m n.p.m. - położone w obrębie Garbu Potoka na terenie Ustrobnej
- Wzgórze 385 m n.p.m. - położone w południowej części masywu Góry Królewskiej na terenie Odrzykonia

Oprócz punktów widokowych walory turystyczne posiadają również otwarcia widokowe powstałe m.in. w miejscach różnego rodzaju rębni.

## Sąsiednie gminy
Frysztak, Jasło, Jedlicze, Korczyna, Krosno, Strzyżów, Wiśniowa